# کلسیم هیدروکسید
کلسیم هیدروکسید (به انگلیسی: Calcium hydroxide)که آهک هیدراته (hydrated lime) نیز نامیده می‌شود، یک ترکیب شیمیایی با فرمول Ca(OH)۲. و مشابه کلسیم اکسید است.
از این ترکیب در ساخت‌وساز به عنوان مصالح تحت نام آهک شکفته و آهک مرده استفاده می‌شود.

## روش تولید
برای تولید کلسیم هیدروکسید باید سنگ آهک موجود در طبیعت را در دمای زیاد حرارت داده تا ناخالصی‌های آن جداسازی شود. سپس ماده به دست آمده را با آب ترکیب می‌کنند تا یون هیدروکسید را جذب کند.